# Ixora kuakuensis
Ixora kuakuensis är en måreväxtart som beskrevs av Spencer Le Marchant Moore. Ixora kuakuensis ingår i släktet Ixora och familjen måreväxter. Inga underarter finns listade i Catalogue of Life.